# Красный Яр (Каменский район)
Кра́сный Яр — хутор в Каменском районе Ростовской области.
Входит в состав Калитвенского сельского поселения.

## География
Хутор Красный Яр находится на расстоянии 5 километров от административного центра поселения, станицы Калитвенской.
Рядом с хутором протекает две реки: Северский Донец и Калитвинец, впадающий в Северский Донец.

## История
В годы Великой Отечественной войны хутор был оккупирован немецкими войсками. Погибшим воинам был установлен памятник.

## Население
| 2010 |
| ---- |
| 75   |

## Улицы
На хуторе имеется одна улица: Песчаная.